# AMV (formát videa)
AMV je proprietární formát pro ukládání videa, který používají některé MP4 přehrávače převážně čínské výroby. Je odlišný od formátu MPEG-4, už tím, že nedosahuje stejných výsledků při komprimaci videa, jako jiné moderní kodeky. Ve srovnání s nimi však má nižší výpočetní nároky, čímž šetří baterie přehrávače.

## Popis formátu

### Seznam poskytovaných rozlišení
- 96×64
- 128×128
- 160×120
- 176×144
- 192×160
- 208×120
- 208×144
- 208×160
- 208×176 (high/low)

### Seznam poskytovaných snímkových frekvencí
- 12 snímků za sekundu

## Software
Pro práci s tímto formátem souborů a konverzí jiných souborových formátů do AMV je k dispozici např. program AMV Convert Tool. Verze 3.XX tohoto programu umí provést konverzi pouze do rozlišení 96×64 pixelů, verze 4.XX pak i do vyšších rozlišení. Existují i další programy pro práci s tímto formátem souboru, např. "E.M. Total Video Converter 3.20". Tento program je vhodný nejen na časté převádění filmů z DVD, kdy si můžete vybrat zvukovou stopu či titulky, stejně tak i pro běžné převody mezi souborovými formáty. Tento program umí provést konverzi i mezi dalšími formáty videa, nejen z AMV formátu, ale i z formátů pro iPod, iPhone, Apple TV, Xbox 360, PS3, mobilní telefony značek Nokia a Sony Ericsson, BlackBerry a další.
Formát AMV není původně určen k použití na osobních počítačích, kde dominují zavedené standardy, dnes především formáty standardu MPEG-4 (Part 2 a Part 10). Tento formát je využíván hlavně pro MP4 přehrávače.